# Tanbalji
Tanbalji ili Tamgali (kazahski: Таңбалы, u značenju "oslikano" ili "označeno mjesto") je prapovijesni arheološki lokalitet u pokrajini Žetisu ("Sedmorječje"), Kazahstan, oko 120 km sjeverozapadno od Almatija koje je najpoznatije po oko 5,000 petroglifa. Zbog toga je Tanbalji upisan na UNESCO-ov popis mjesta svjetske baštine u Aziji i Oceaniji 2004. godine.
kao "značajno svjedočanstvo života i vjerovanja stočarskih naroda srednjoazijskih stepa od brončanog doba do danas".
Petroglifi se većinom nalaze u glavnom klancu rijeke Tanbalji, za koji se vjeruje kako je bio mjesto drevnih oltara, ali ih ima i u drugim bočnim klancima gdje su pronađeni ostaci 48 prapovijesnih naselja. Oni datiraju od nakon 1400. pr. Kr. (brončano doba) do početka 20. stoljeća, te predstavljaju višeslojna naselja koja su konstantno bila naseljena tisućama godina, a naseljavali su ih polunomadski stočari-konjanici. U njihovoj blizini se nalaze s nekropole s megalitskim kružnim građevinama iz brončanog doba i kasnijim zemljanim grobnicama-humcima (kurgani).
Najraniji petroglifi (14. – 13. stoljeće pr. Kr.) predstavljaju duboko urezene figure različitih značenja, od glava boga-sunca, zoomorfnih bića, sinkretičkih figura, prerušenih ljudi do velikog broja raznolikih životinja. Kasnobrončani petroglifi su manji i slabije izraženi, te većinom prikazuju prizore iz svakodnevnog života, obično vezani za uzgoj stoke. 
Petroglifi iz željeznog doba su najbrojniji, ali i najraznolikiji, te predstavljaju izričaj brojnih naroda koji su naseljavali ovo područje od 1000. pr. Kr. do oko 500. godine. Tada se javljaju i prizori lova i figure deva.
U Srednjem vijeku su drevni Turkijski narodi počeli prikazivati simbole moći stepskih carstava koja su nastala od 6. do 12. stoljeća. Osim prikaza ratničkih vojskovođa i uzgoja stoke tu su česti i rizori stjegonoša, strijelaca, te predmeti konjičke opreme.
Kazasi i Džungari su nakon mongolskih osvajanja u 13. i 14. stoljeću započeli klesati u stijenama raznolike prizore velike umjentičke kreativnosti, koja je postupno potpuno napuštena koncem 19. i početkom 20. stoljeća. Sovjeti su 1930. godina kolektivno premjestili lokalno stanovništvo iz Tinbaljija u Rusiju i Ukrajinu. Tek im je od 1956. godine bilo dozvoljeno vratiti se u stara naselja, ali su već do tada izgubili običaj klesanja slika u stijenama. Današnji stanovnici su mješavina autohtonog stanovništva i Kazasa koji su prebjegli iz Kine i uglavnom su muslimani koji se pridržavaju starih običaja poput vješanja vezenih tkanina pored izvora, ali koji su zaboravili veze s drevnim petroglifima.

## Vanjske poveznice
- A. A. Goryachev & A. N. Mariyashev, Petrogliphs of Semirechye  Arhivirana inačica izvorne stranice od 16. veljače 2007. (Wayback Machine), 2000. (engl.)
- Panoramske fotografije Petroglifa Tanbaljija  Arhivirana inačica izvorne stranice od 5. veljače 2012. (Wayback Machine) s ourplaceworldheritage.com